# Donato Marzano

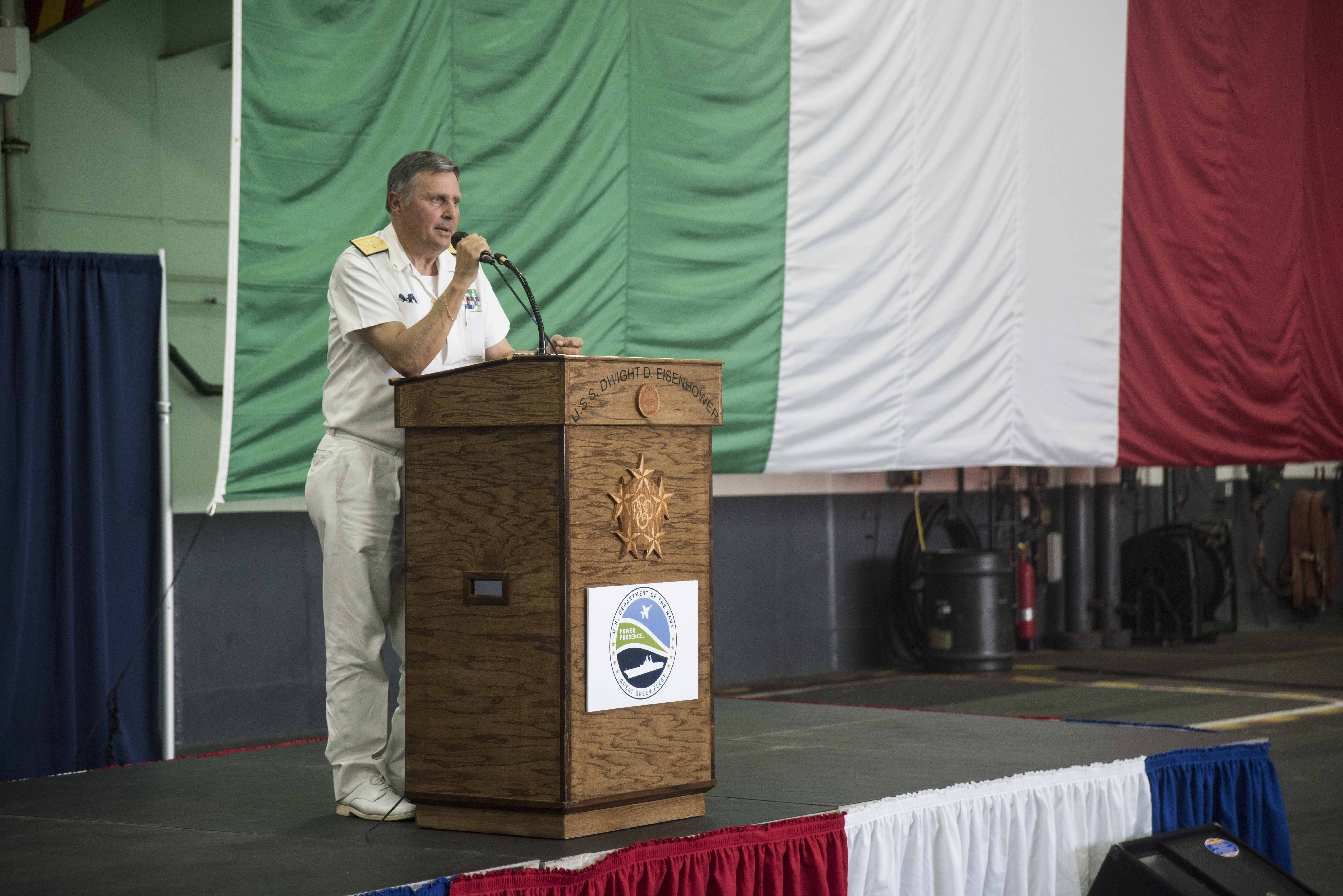
Donato Marzano im Jahr 2016

Donato Marzano (* 12. Oktober 1956 in Tarent) ist ein italienischer Admiral (a. D.).

## Werdegang
Marzano war zwischen 1975 und 1978 an der Accademia Navale. Zwischen dem 1. Mai 2006 und dem 17. September 2008 war er Kommandeur des Raggruppamento Subacquei ed Incursori "Teseo Tesei". Zwischen dem 26. September 2008 und dem 9. Oktober 2011 war er Kommandeur der Comando interforze per le Operazioni delle Forze Speciali. Anschließend leitete er zwischen dem 11. Oktober 2011 und dem 27. Januar 2013 den Stab der Einsatzkräfte der italienischen Marine CINCNAV. Von 31. Januar 2013 an leitete er das Büro des italienischen Generalstabschefs und hielt diese Position bis zum 27. Februar 2015.
Anschließend war er bis 2016 Kommandeur der Logistikkommandos der italienischen Marine (MARICOMLOG) mit Sitz in Nisida. Von 2016 bis 2019 war er Kommandeur der Einsatzkräfte der italienischen Marine (CINCNAV) und ab 2017 zugleich Kommandeur der European Maritime Force (EMF).
Im Oktober 2019 schied Donato Marzano aus dem aktiven Dienst bei der Marine aus. 2020 übernahm er für drei Jahre das Amt des Präsidenten der Lega Navale Italiana.
Marzano hat an mehreren internationalen Einsätzen teilgenommen, unter anderem im Libanon, in Somalia (Operation United Shield), an der Operation Enduring Freedom sowie im Indischen Ozean.
Er ist unter anderem Träger des italienischen Militärordens (Ritter), des Verdienstordens der Italienischen Republik (Großoffizier), des Ordre national du Mérite (Offizier).
Donato Marzano ist verheiratet und Vater von zwei Töchtern.